# Canton de Sauveterre-de-Guyenne
Le canton de Sauveterre-de-Guyenne est une ancienne division administrative française du département de la Gironde en région Aquitaine. Située dans l'arrondissement de Langon, elle tient lieu, jusqu'au redécoupage cantonal de 2014, de circonscription d'élection des anciens conseillers généraux.

## Histoire
Le canton de Sauveterre est créé en (?)
De 1833 à 1848, les cantons de Sauveterre et de Targon avaient le même conseiller général. Le nombre de conseillers généraux était limité à 30 par département.
Depuis le redécoupage de 2014 applicable lors des élections départementales de mars 2015, les communes du canton de Sauveterre-de-Guyenne sont fusionnées (à l'exception des communes de Coirac, Gornac et Mourens rattachées au nouveau canton de l'Entre-deux-Mers) avec celles des anciens cantons d'Auros, Pellegrue, La Réole, Sainte-Foy-la-Grande et Monségur pour former le nouveau canton du Réolais et des Bastides,.

## Géographie
Cet ancien canton situé dans la région naturelle de l'Entre-deux-Mers était organisé autour de Sauveterre-de-Guyenne. Son altitude variait de 9 m (Mérignas) à 130 m (Blasimon) pour une altitude moyenne de 79 m.

## Composition
Le canton de Sauveterre-de-Guyenne regroupait dix-sept communes et comptait 6 603 habitants (population municipale) au 1er janvier 2012.
| Nom                               | Code Insee | Intercommunalité                                     | Superficie (km2) | Population (dernière pop. légale) | Densité (hab./km2) |
| --------------------------------- | ---------- | ---------------------------------------------------- | ---------------- | --------------------------------- | ------------------ |
| Sauveterre-de-Guyenne (chef-lieu) | 33506      | Communauté des communes rurales de l'Entre-Deux-Mers | 31,75            | 1 793 (2014)                      | 56                 |
| Blasimon                          | 33057      | Communauté des communes rurales de l'Entre-Deux-Mers | 29,76            | 908 (2014)                        | 31                 |
| Castelviel                        | 33105      | Communauté des communes rurales de l'Entre-Deux-Mers | 8,02             | 202 (2014)                        | 25                 |
| Cleyrac                           | 33129      | Communauté des communes rurales de l'Entre-Deux-Mers | 6,07             | 158 (2014)                        | 26                 |
| Coirac                            | 33131      | Communauté des communes rurales de l'Entre-Deux-Mers | 5,76             | 206 (2014)                        | 36                 |
| Daubèze                           | 33149      | Communauté des communes rurales de l'Entre-Deux-Mers | 5,63             | 147 (2014)                        | 26                 |
| Gornac                            | 33189      | Communauté des communes rurales de l'Entre-Deux-Mers | 8,35             | 411 (2014)                        | 49                 |
| Mauriac                           | 33278      | Communauté des communes rurales de l'Entre-Deux-Mers | 10,02            | 263 (2014)                        | 26                 |
| Mérignas                          | 33282      | CC Castillon-Pujols                                  | 9,56             | 315 (2014)                        | 33                 |
| Mourens                           | 33299      | Communauté des communes rurales de l'Entre-Deux-Mers | 10,63            | 384 (2014)                        | 36                 |
| Ruch                              | 33361      | CC Castillon-Pujols                                  | 14,49            | 598 (2014)                        | 41                 |
| Saint-Brice                       | 33379      | Communauté des communes rurales de l'Entre-Deux-Mers | 5,76             | 312 (2014)                        | 54                 |
| Saint-Félix-de-Foncaude           | 33399      | Communauté des communes rurales de l'Entre-Deux-Mers | 10,33            | 297 (2014)                        | 29                 |
| Saint-Hilaire-du-Bois             | 33419      | Communauté des communes rurales de l'Entre-Deux-Mers | 4,50             | 71 (2014)                         | 16                 |
| Saint-Martin-de-Lerm              | 33443      | Communauté des communes rurales de l'Entre-Deux-Mers | 7,02             | 139 (2014)                        | 20                 |
| Saint-Martin-du-Puy               | 33446      | Communauté des communes rurales de l'Entre-Deux-Mers | 9,10             | 192 (2014)                        | 21                 |
| Saint-Sulpice-de-Pommiers         | 33482      | Communauté des communes rurales de l'Entre-Deux-Mers | 9,82             | 236 (2014)                        | 24                 |

## Démographie
| 1962  | 1968  | 1975  | 1982  | 1990  | 1999  | 2006  | 2011  | 2012  |
| ----- | ----- | ----- | ----- | ----- | ----- | ----- | ----- | ----- |
| 6 667 | 6 513 | 5 881 | 5 798 | 5 964 | 6 109 | 6 269 | 6 556 | 6 603 |

## Représentation

### Conseillers généraux de 1833 à 2015
| Période | Période      | Identité                             | Étiquette                  | Qualité |
| ------- | ------------ | ------------------------------------ | -------------------------- | --- |
| 1833    | 1836         | Bernard Bouïre de Beauvallon         |                            | Procureur du Roi à Bordeaux                                                                                             |
| 1836    | 1839         | Pierre Béchade                       |                            | Juge de paix de Sauveterre, propriétaire à Saint-Félix-de-Foncaude                                                      |
| 1839    | 1848         | Jean-Baptiste France                 |                            | Maire de Baigneaux |
| 1848    | 1852         | Romain Merlet du Grava               | Républicain                | Propriétaire à Cleyrac                                                                                                  |
| 1852    | 1864         | Pierre-Gustave Dussaut               |                            | Propriétaire, maire de Ruch                                                                                             |
| 1864    | 1870         | Adolphe de Forcade La Roquette       |                            | Ministre de l'Agriculture, du Commerce et des Travaux Publics (entre 1860 et 1870) Vice-Président du Conseil d'État     |
| 1871    | 1877         | Bertrand Thounens                    | Républicain                | Propriétaire et notaire à Coirac, juge de paix, ancien conseiller d'arrondissement                                      |
| 1877    | 1883         | César Icard                          | Droite bonapartiste        | Maire de Sauveterre-de-Guyenne (1863-1878)                                                                              |
| 1883    | 1919         | Albert Thounens (fils de B.Thounens) | Gauche démocratique (Rad.) | Notaire, maire de Coirac, conseiller d'arrondissement, président du Conseil général (1901-1907), sénateur (1903-1920)   |
| 1919    | 1924 (décès) | Raphaël Jean Toussaint Sérizier      |                            | Licencié en droit, propriétaire à Gous, Saint-Sulpice-de-Pommiers, conseiller d'arrondissement                          |
| 1924    | 1940         | Armand Birolet                       | Rad. puis SFIO             | Maire de Saint-Léger-de-Vignague (commune fusionnée avec Sauveterre en 1965)                                            |
| 1940    | 1945         | pas de conseillers généraux          |                            | |
| 1945    | 1955         | Armand Birolet                       | SFIO                       | Maire de Saint-Léger-de-Vignague (d°)                                                                                   |
| 1955    | 1975 (décès) | Robert Barrière                      | CNI                        | Agriculteur Maire de Saint-Romain-de-Vignague (1959-1965) puis de Sauveterre-de-Guyenne (1965-1975), député (1962-1967) |
| 1975    | 1985         | Volny Favory                         | PS                         | Entrepreneur Maire de Blasimon (1965-1983)                                                                              |
| 1985    | 2004         | Francis Naboulet                     | CNI                        | Viticulteur et agriculteur, suppléant du député Philippe Dubourg Maire de Daubèze (1981-2008)                           |
| 2004    | 2015         | Yves d'Amécourt                      | UMP                        | Viticulteur Maire de Sauveterre-de-Guyenne (2008-2020), président de la CC du Sauveterrois (2008-2020)                  |

### Conseillers d'arrondissement (de 1833 à 1940)
Le canton de Sauveterre avait deux conseillers d'arrondissement (sauf de 1926 à 1931).
Il appartenait à l'arrondissement de La Réole jusqu'à sa disparition en 1926.
| Période                                  | Période          | Identité                                            | Étiquette                         | Qualité |
| ---------------------------------------- | ---------------- | --------------------------------------------------- | --------------------------------- | --- |
| 1833                                     | 1845             | Étienne Marie Joseph Auguste Buffet-Delmas du Cayla |                                   | Officier d'infanterie retraité à Sauveterre                                                                 |
| 1833                                     | 1836             | M. Petit                                            |                                   | Ancien inspecteur de l'enregistrement, propriétaire à Sauveterre                                            |
| 1836                                     | 1845             | M. Dubois-Dufresne                                  |                                   | Propriétaire à Blasimon                                                                                     |
| 1845                                     | 1848             | Étienne Destrilles                                  |                                   | Propriétaire, ancien maire de Gornac                                                                        |
| 1845                                     | 1848             | M. Heyraud                                          |                                   | Maire de Sauveterre                                                                                         |
|                                          |                  |                                                     |                                   | |
| 1855                                     | 1867             | Bertrand Thounens                                   | Républicain                       | Notaire à Coirac                                                                                            |
| 1880                                     | 1883             | Albert Thounens                                     | Républicain                       | Notaire à Coirac                                                                                            |
| 1880                                     | 1886             | M. Guitard                                          | Bonapartiste                      | |
| 1883                                     | 1884 (démission) | M. Cholleu                                          |                                   | |
| 1886                                     | 1898             | Lodoïs Roux                                         | Bonapartiste                      | Notaire à Blasimon                                                                                          |
| 1886                                     | 1898             | Étienne-Alexandre Banizette                         | Royaliste                         | Maire de Cleyrac (révoqué en 1899)                                                                          |
| 1898                                     | ?                | Jean Raffin                                         | Républicain                       | Agent voyer d'arrondissement à Libourne                                                                     |
| 1898                                     | 1919             | Lucien-Jean Courrech                                | Républicain                       | Conseiller municipal de Tresses                                                                             |
| 1910                                     | 1919             | Raphaël Jean Toussaint Serizier                     |                                   | Licencié en droit, propriétaire à Gous, Saint-Sulpice-de-Pommiers                                           |
| 1919                                     |                  | Antoine Eylaud                                      |                                   | Industriel, propriétaire, agriculteur, maire de Gornac                                                      |
| 1919                                     | 1934             | Pierre Gombaud                                      |                                   | Régisseur-viticulteur, maire de Ruch                                                                        |
| 1931                                     | 1934             | Lucien Fernel                                       | Radical                           | Propriétaire à Sauveterre                                                                                   |
| 1934                                     | 1940             | Pierre Naboulet                                     | Alliance démocratique et radicale | Maire de Daubèze                                                                                            |
| 1934                                     | 1940             | Henri Delom-Sorbé (1892-1992)                       | Alliance démocratique et radicale | Médecin, exploitant du domaine viticole du château de Raure, conseiller municipal de Ruch                   |
| 1940                                     |                  |                                                     |                                   | Les conseils d'arrondissement ont été suspendus par la loi du 12 octobre 1940 et n'ont jamais été réactivés |
| Les données manquantes sont à compléter. |                  |                                                     |                                   | |